# Lonicera tricalysioides
Lonicera tricalysioides är en kaprifolväxtart som beskrevs av Cheng Yih Wu. Lonicera tricalysioides ingår i släktet tryar, och familjen kaprifolväxter. Inga underarter finns listade i Catalogue of Life.